# رود سوزوکا
رود سوزوکا (به لاتین: Suzuka River) یک رود در ژاپن است که در استان میه واقع شده‌است.